# 林旺石窟
林旺石窟，位于中国河北省邯郸市林旺村，为邯郸市涉县的一个省级文物保护单位，类型为石窟寺，公布时间为1993年7月15日。
林旺石窟的历史年代为隋代。